# Michael Thalheimer
Pour les articles homonymes, voir Thalheimer.
Michael Thalheimer né le 28 mai 1965 à Francfort-sur-le-Main est un metteur en scène allemand.

## Vie
De 1985 à 1989, Thalheimer étudie à la Hochschule für Musik und Theater de Berne.
Il monte en 1997 L'Architecte et l'Empereur d'Assyrie de Fernando Arrabal au Théâtre municipal de Chemnitz.
Il présente en 2010, en collaboration avec le Théâtre national de la Colline, sa première mise en scène en langue française de la pièce Combat de nègre et de chiens de Bernard-Marie Koltès à laquelle succède La Mission de Heiner Müller en 2014.